# LOVE FLIES
「LOVE FLIES」（ラヴ フライズ）は、日本のロックバンド、L'Arc〜en〜Cielの18作目のシングル。1999年10月27日発売。発売元はKi/oon Records。

## 概要
前作「Driver's High」から約2ヶ月ぶりとなる1999年第4弾シングル。
本作の表題曲「LOVE FLIES」は、歪んだギターサウンドが印象的なグランジ色の強いロック・ナンバーとなっている。作曲を担当したken曰く、1999年7月から8月にかけて開催した野外ライヴツアー「1999 GRAND CROSS TOUR」で訪れた会場の景色をイメージし制作したという。なお、この曲は1999年10月16日から放送を開始した、女優の安達祐実が主演を務めるテレビ朝日系サタデードラマ『青い鳥症候群』の主題歌に使用されている。L'Arc〜en〜Cielの楽曲がテレビドラマの主題歌を担当するのは「snow drop」以来約1年ぶりのこととなった。さらにこの曲は、同年10月25日からL'Arc〜en〜Cielのメンバー4人が出演したキヤノン「Wonder BJ」のCMソングにも使用されている。（詳細は楽曲解説の項目を参照）
kenは2004年に受けた音楽雑誌『ROCKIN'ON JAPAN』のインタビューの中で、この曲が生まれるきっかけになった1999年のライヴに触れたうえで、楽曲制作を振り返り「切ないけど嬉しいなっていう（笑）。僕なりの嬉しいなだった」と述べている。ちなみにkenの言う"切なさ"は、人気が拡大していった当時のL'Arc〜en〜Cielの置かれた状況などから生まれた感情であったことが、同インタビューからうかがうことができる。kenは同インタビューの中で、この当時のバンドを取り巻く環境について「（バンドの移動手段が機材車から）新幹線になって（景色が）見えなくなり。そのうち追っかけがいるということで車のカーテンは閉められ（笑）。"一体今日は僕はどこでライヴをしてるんでしょう？"。で、また閉じられ。ゴミを出す裏口からホテルに入り。"このホテルはほんとにいいホテルなのか？"（笑）。で、また閉じられ。今度は着いたら飯屋さんで。"これは何屋さんだろう？"みたいな（笑）」と述懐している。
また、カップリング曲には、yukihiroが手掛けたリミックス音源「真実と幻想と -out of the reality mix-」が収録されている。

## リリース

### リリースプロモーション
本作のリリースプロモーションとして、特設サイトがオープンされている。なお、このサイトでは「LOVE FLIES GAME」というミニゲームが公開されている。このゲームは、プレイヤーが屋上にいる女の子を左右ボタンで動かし、窓から現れたメンバーが投げるハートをキャッチし得点を獲得していくという内容になっている。

### リリース形態
本作は、通常盤（CD）の1形態でリリースされており、初回限定仕様は2面紙ジャケット仕様になっている。なお、CDをパソコンのCD-ROMドライブにセットすると「get out from the shell」の未完成版をインターネット経由で視聴することができる。ちなみに「get out from the shell」は、2000年1月から日本を除くアジア地域でトヨタ自動車のCMソングとして使用されることになった楽曲で、本作発売時点はライヴでも演奏されていない未発売音源であった。

### チャート
本作は発売初週となる1999年11月8日付のオリコン週間シングルチャートで、前々作「Pieces」以来2作ぶり通算8作目となる首位を獲得している。

## ミュージックビデオ
表題曲「LOVE FLIES」のミュージック・ビデオは、武藤眞志がディレクターを務めた作品となっている。なお、この映像の一部は、メンバー4人が出演したキヤノン「Wonder BJ」のテレビCMに使用されている。
このミュージック・ビデオは、2001年3月28日に発表したクリップ集『CHRONICLE 2』に初収録されている。また、2019年12月11日には公式YouTubeアーティストチャンネルにおいて、YouTube Music Premium限定で映像の有料公開が開始されている。前述のYouTubeチャンネルでの有料公開開始から約2年4ヶ月後となる2022年4月22日からは、映像の無料公開が開始されている。

## 収録曲
| #         | タイトル                                  | 作詞      | 作曲      | 編曲                          | 時間  |
| --------- | ----------------------------------------- | --------- | --------- | ----------------------------- | ----- |
| 1.        | 「LOVE FLIES」                            | hyde      | ken       | L'Arc〜en〜Ciel, Hajime Okano | 4:53  |
| 2.        | 「真実と幻想と -out of the reality mix-」 | hyde      | ken       | Remixed by yukihiro           | 7:00  |
| 合計時間: | 合計時間:                                 | 合計時間: | 合計時間: | 合計時間:                     | 11:53 |

## 楽曲解説
1. LOVE FLIES
  - 作詞: hyde / 作曲: ken / 編曲: L'Arc〜en〜Ciel & Hajime Okano

歪んだギターサウンドが印象的なグランジ色の強いロック・ナンバー。作曲を担当したken曰く、1999年7月から8月にかけて開催した野外ライヴツアー「1999 GRAND CROSS TOUR」で訪れた会場の景色をイメージし、この曲を制作したという[2][3]。余談だが、kenはシングルリリース当時に「制作から世に出るまでが一番短い曲[5]」とこの曲について述べている。
この曲の制作では、L'Arc〜en〜Cielが手掛けるシングル表題曲のひとつの特徴である、シンセサイザーに代表されるような電子楽器による装飾がほとんど施されておらず、ギター、ベース、ドラムというスリーピースのサウンドが強調されている。また、kenの作ったデモを聴いた際にyukihiroは「ルーズな感じが合うんじゃないかな[6]」と考えていたといい、このイメージを踏まえたうえでドラム録りを行っている。自身のドラムプレイに関し、yukihiroは「この曲、聴感上はゆったり感じるかもしれないけど…。テンポは遅くはないんですよ。BPM上は120くらいある[注 1]。それより遅く聴こえるってことは、（自分の意図してたことが）成功だなと思います[6][7]」と述べている。なお、この曲のギターとドラムは制作段階の初めからPro Toolsに音を入れて制作が行われている[7]。
また、この曲のギターサウンドは、エフェクターよるディストーションではなく、ピッキングのニュアンスにより歪ませ作っているという[8]。kenはこの曲のギター録りについて「コード感から全てが始まる感じ。イントロ・リフは、3度音が交じったコードで、たまに開放弦の音を入れたり入れなかったり。最初はこれにオーヴァードライヴとかカマしてたけど、結局オールドのマーシャル・アンプへ直[9]」と述べている。こういったアプローチにしたのは、kenの中に、歪ませながらもギター6本の弦すべての音が聴こえるような、ナチュラルなディストーション・サウンドを目指したいという考えがあったためだという[8]。そしてkenは、ジミ・ヘンドリックスのプレイを参考にし[9]、右手首を曲げて手のひらの方向からピックを弦に当てる、逆アングルピッキングでギターを弾くというアプローチをレコーディングで試みている[9]。kenはこの曲の逆アングル弾きについて「言葉では巧く説明できないけど、逆アングルで弾いた方が音に質量が出ると言うか、ボヤけずに輪郭がはっきりするみたいな。ガッツのある音にすればするほどコード感は無くなりがちでしょ？でも逆アングルにすると、コードの響きが残ったまま質量が増えるっていう。そういう音が出た時点で調子が良くなって。ドラムのテイクも凄く良かったから、何も考えなくて済んで、体が勝手に動く感じ[9]」と語っている。
この曲のタイトルは「（あなたのもとへ）愛が羽ばたいていく[4]」という意味を表しており、元々は作曲者であるkenが、作詞を担当するhydeに曲のイメージを伝えるために用いた言葉だったという[7]。タイトルについて、kenは「曲が自分の中から一気に出てくる時はいいんだけど、徐々に出来上がっていく時は、なんかね、途中で曲の持つイメージがつかみにくくなることがあるんで、一言、二言、イメージ・ワードみたいなものを作っておくんですよ。"LOVE FLIES"はそういう中のひとつだった[7]」「ギターを弾いてる時の気分っていうのかな。気張って弾くというほうに走らないためにというか、情緒を感じるというか。最初の発想を匂いとして残せるように、ですね[7]」と語っている。
歌詞は、hydeがオケを聴いて感じた「砂漠とかを一生懸命歩いてる感じ[7]」というイメージに加え、kenの曲に対するイメージを踏まえ手掛けられている。hydeは本作発売当時に受けたインタビューの中で、歌詞のイメージについて「今年（1999年）っていうのが自分の中でなんかすごく感慨深い年だったんで、それを言葉の中に残したかったんです。今年から来年（2000年）に向ける前向きなニュアンスを入れたいなと[7]」と語っている。また、この曲のコード進行が、過去にhydeが作った曲と似ていたことから[7]、hydeは「その時の詞を、ちょっとだけパクった（笑）。1行だけ[7]」と明かしている。なお、hydeの言う、"過去に作った楽曲"はプロダクトになっていないという[7]。
さらに、当時のL'Arc〜en〜Cielのシングル表題曲では珍しく、歌詞の多くの部分が英詞で手掛けられている。英詞部分の印象について、kenは「最後の英詞になってからがかなり好きなんですよ。何て言うのかな？脳みそからいろいろと漏れてるっていうか[10]」「脳みそが溢れかえってる感じっていうのが、この曲にはあって。この詞を読んだ時、この英詞の部分が、もう曲と詞が交わってるねっていう。溢れちゃってる感じ。コーラスワークもあるんだろうけど、漏れちゃってたんで。これ聴きたかったんだよねっていう[10]」と述べている。ちなみに、ラストサビのコーラスは、音源ではhydeとtetsuyaの2人が担当しているが、ライヴで披露する際はkenとtetsuyaが担当している。
8thアルバム『REAL』では、特別な表記はされていないがミックス違いのアルバムバージョンとして収録されている。アルバムに収録されたバージョンでは、本作に収録されたバージョンのテイクと比べ、ややリバーブが抑えられているミックスとなっている。
2. 真実と幻想と -out of the reality mix-
  - 作詞: hyde / 作曲: ken / リミックス: yukihiro

6thアルバム『ark』の収録曲「真実と幻想と」のyukihiroによるリミックス曲。
このリミックス音源の制作では、原曲からコード感を全てバラしており[11]、オリジナルと全く異なる音源に仕上げている。この音源のベースラインについて、リミックスを担当したyukihiroは「レゲエというか、ダブっぽいっていうのはあったかもしれない[11]」と述べている。また、曲の後半において、ゲートで音をカットしている箇所があるが[11]、yukihiroは加工した理由について「曲が一旦静かな感じになって、次また盛り上げるときに、隙間があった方がカッコいいかなと思ったんですよ[11]」と語っている。
2000年6月に発表したリミックスアルバム『ectomorphed works』には、このリミックスとは別バージョンの「真実と幻想と [out of the reality mix #2]」が収録されている。なお、リミックスアルバムに収録されたバージョンの制作では、本作収録版から音の足し引きを行っていない。yukihiroは、リミックスアルバムに収録されたバージョンの制作を振り返り「元の音源自体は一緒で、卓上でいじってるだけですね。"変えなきゃいけない"って発想でなく、単純に"もっとカッコよくなんないかな"って。アイデアがあって、それでカッコよくなりそうだからやってるっていうところですね[12]」と述べている。

## タイアップ
LOVE FLIES
- テレビ朝日系ドラマ『青い鳥症候群』主題歌
- キヤノン「Wonder BJ」CMソング（本人出演）

## 参加ミュージシャン
- hyde：Vocal
- ken：Guitar
- tetsu：Bass
- yukihiro：Drum
- LOVE FLIES
  - ken：Keyboard
  - 岡野ハジメ：Keyboard
  - tetsu：Backing Vocal

## 収録アルバム
オリジナルアルバム
- 『REAL』 (#1)

ベストアルバム
- 『The Best of L'Arc〜en〜Ciel 1998-2000』 (#1)

リミックスアルバム
- 『ectomorphed works』 (#2,別リミックスバージョン)